# Kafr Dan
Kafr Dan  (en árabe: كفر دان‎) es un pueblo palestino de la gobernación de Yenín, localizado a 8 kilómetros al noroeste de Yenín, en el norte de Cisjordania. De acuerdo al Palestinian Central Bureau of Statistics, el pueblo tenía una población de 5115 habitantes en 2006.